# Pieniądz powstania listopadowego

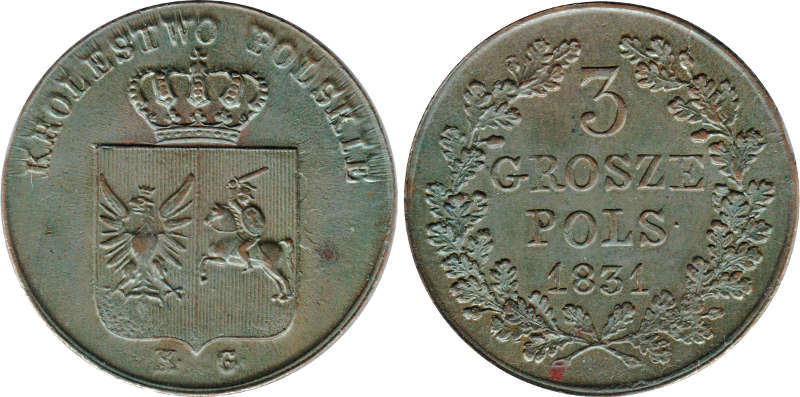
3 grosze Królestwa Polskiego 1831

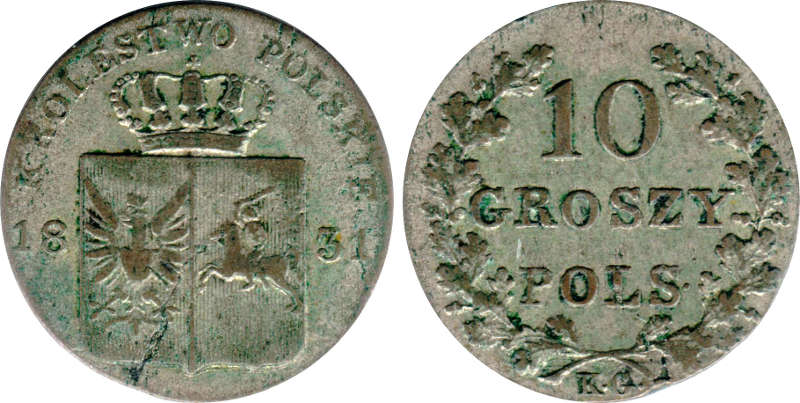
10 groszy Królestwa Polskiego 1831

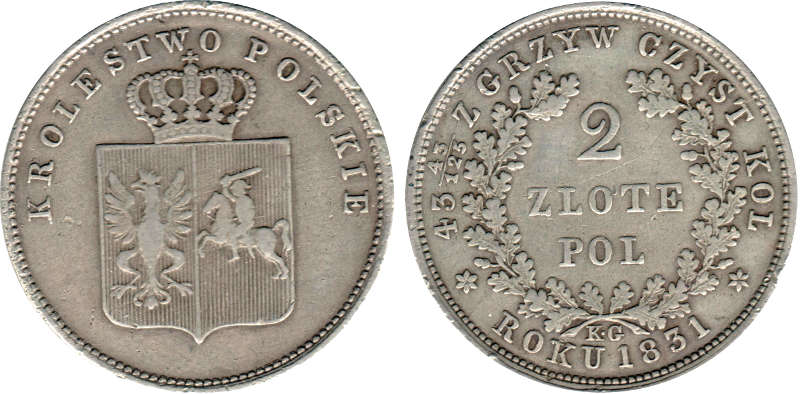
2 złote Królestwa Polskiego 1831

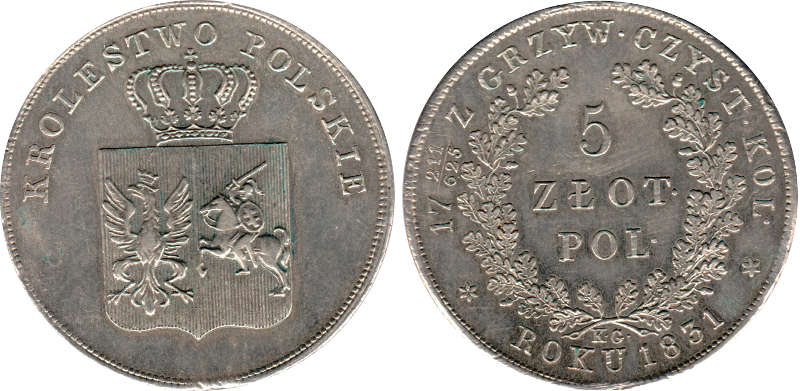
5 złotych Królestwa Polskiego 1831

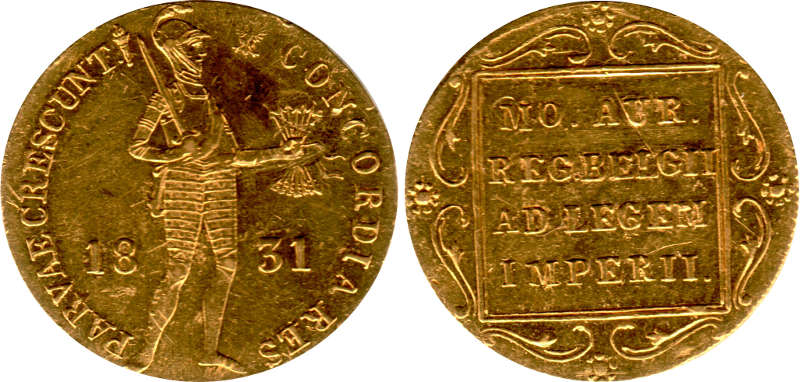
dukat 1831 typu holenderskiego bity w czasie powstania listopadowego

Pieniądz powstania listopadowego – monety i banknoty emitowane na polecenie Rządu Narodowego w okresie od detronizacja cara Mikołaja I z 25 stycznia 1831 r. do upadku powstania 7 września 1831 r., czyli zdobycia Warszawy przez generała Iwana Paskiewicza.

## Monety
Monety powstańcze bito w złocie, srebrze, bilonie i miedzi. Po detronizacji Mikołaja I usunięto ze wszystkich monet portret Aleksandra I. Na monetach miedzianych, bilonowych i srebrnych portret zastąpiono nowym herbem Królestwa – białym orłem i pogonią na tarczy dwudzielnej zwieńczonej koroną. Monety srebrne, bilonowe i miedziane były bite wg regulacji z 1815 r. Na wszystkich monetach, poza tymi w złocie, pojawiła się nazwa państwa „KRÓLESTWO POLSKIE”. Bito tylko pięć nominałów:
- monety złote – rozporządzeniem Rządu Narodowego z 31 marca 1831 r. zrezygnowano z bicia podwójnych i pojedynczych złotych królewskich, tzn. złotych pięćdziesięcio- i dwudziestopięciozłotówek. Powstańcze emisje tych gatunków były antydatowane na 1829 r. W zamian wprowadzono bliższego polskiej tradycji dukata, stanowiącego równowartość 20 złotych polskich. Była to moneta obliczona przede wszystkim na zakup broni za granicą, dlatego nadano jej formę całkowitej kopii dukata holenderskiego, wstawiając jedynie w miejsce znaku mennicy utrechckiej małego orła.
- monety srebrne – pięciozłotówki i dwuzłotówki. Na rancie pięciozłotówek pojawił się napis „Boże zbaw Polskę”. Zrezygnowano całkowicie z monet jednozłotowych.
- monety bilonowe – dziesięciogroszówki, zrezygnowano z pięciogroszówek.
- monety miedziane – trzygroszówki, zrezygnowano z jednogroszówek.

W systemie monetarnym okresu powstania listopadowego zawartość czystego złota w złotym polskim została obniżona. z 0,1798 grama do 0,1714 grama. Z jednej grzywny czystego złota w roku 1830 mennica otrzymywała 1300 złotych w monecie, w 1831 r. Bank Polski z grzywny przebitej na dukaty otrzymywał 1363 złote.
Monety złote miały próbę 982, dużo lepszą od rosyjskiej, a nawet od właściwej holenderskiej. W produkcji zużyto otrzymaną przez Rząd Narodowy z zagranicy partię złota w ilości 2400 grzywien. Ponieważ środki na zakupy broni były niezwłocznie potrzebne, bicie dukata trwało dzień i noc. Był to jedyny w dziejach polskiego mennictwa przypadek bicia monety obcej na własny rachunek.
Dukaty otrzymały kurs urzędowy 20 złotych polskich srebrem, co odpowiadało ratio (tzn. stosunkowi wartości srebra do złota) 15,73, niemal identycznemu ze średnim rocznym londyńskim ratio roku 1831. Na rynku warszawskim za dukat holenderski płacono 19 złotych polskich i 15 groszy. Kurs urzędowy nie był oczywiście obniżeniem zawartości czystego złota w złotym polskim, bo złoty polski nie był walutą złotą, lecz srebrną. Chodziło tu o likwidację złotego w złocie, analogicznie do rosyjskiego rubla w złocie.
W przypadku monet srebrnych, bilonowych i miedzianych skupiano się na najwyższych nominałach każdego rodzaju aby zredukować koszty własne, a gdy zaczęło brakować srebra skoncentrowano się na biciu bilonowej dziesięciogroszówki.
W związku z brakiem kruszców do produkcji monet w dniu 10 lipca podjęto uchwałę sejmową, powołującą obywatelskie komisje wojewódzkie, które w porozumieniu z duchowieństwem rozpoczęły przymusowe przejmowanie srebra i złota znajdującego się w świątyniach wszystkich wyznań. Wśród napływających do mennicy sreber kościelnych znalazły się również sprzęty srebrne z kaplicy rosyjskiej w Warszawie. Srebra kościelne były wykupowane w cenie 86,688 złotych polskich za grzywnę czystego kruszcu, płacono jednak za nie obligacjami, które miały być w przyszłości zamienione na srebro. Prawie całe srebro napływające w wyniku przymusowego skupu wykorzystano do bicia monet bilonowych.
O ile w całym roku 1830 przy normalnej produkcji mennica warszawska wybiła monet na sumę 2,9 miliona złotych, to w okresie dziesięciu miesięcy powstania wybito w Warszawie 12,2 miliona złotych w monecie złotej, srebrnej, bilonowej i miedzianej, zarówno stemplami powstania, jak i przedpowstaniowymi.
Samych monet powstańczych wybito:
- dukatów 163 205 sztuk na sumę 3 264 100 złotych, w tym 858 sztuk w 1832 r., już pod zarządem Komisji Rządowej Przychodów i Skarbu,
- monet srebrnych pięcio- i dwuzłotówek na sumę 454 835 złotych,
- bilonowych dziesięciogroszówek na sumę 2 012 716 złotych,
- miedzianych trojaków na sumę 111 177 złotych.

Ogółem wybito 7 506 688 sztuk monet stemplami powstańczymi, o wartości 5 842 828 złotych.

## Banknoty

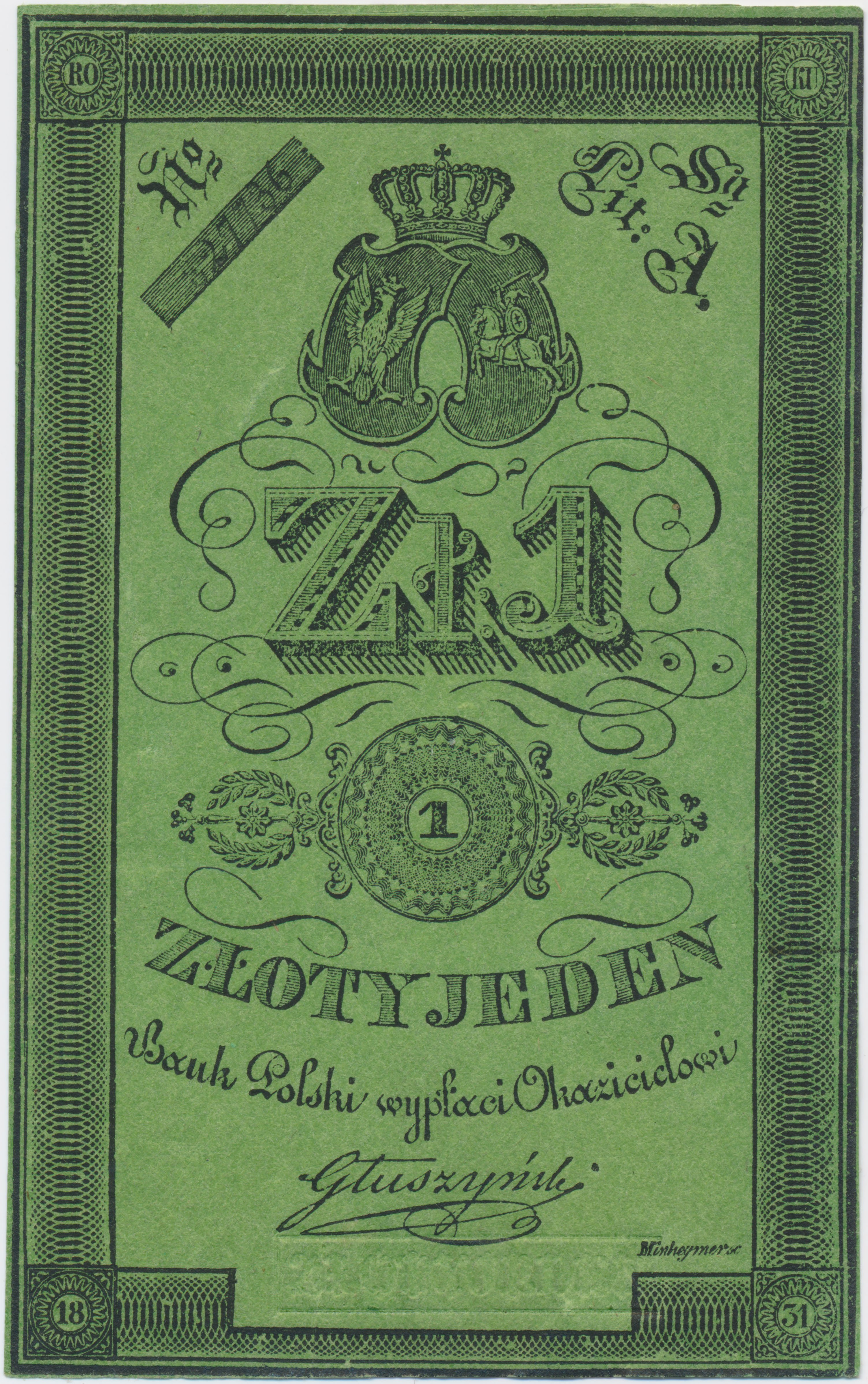
1 złoty 1830

Nowym pomysłem było wprowadzenie banknotu jednozłotowego stanowiącego doraźne rozwiązanie wobec braku kruszców. Emisja datowana na lipiec 1830 r. pojawiła się w liczbie 735 tys. egzemplarzy. Aby nie pogłębiać inflacji nowe walory można było otrzymywać tylko w zamian za ściągane z rynku papiery o nominale 50 złotych polskich. Jednak pustki w kasach Banku Polskiego spowodowały kłopoty z zamianą banknotu złotowego na monety, co przyniosło redukcję jego kursu rynkowego do 27 groszy. Papierową złotówkę wycofano z dniem 1 grudnia 1832 r.
Drugim banknotem powstańczym było 5 złotych polskich wydrukowane wedle wzoru z 1824 r. (numery serii 1800001 do 20740045).
Wskutek upadku powstania nie doszło do wprowadzenia projektowanego banknotu 2 złote polskie.

## Po powstaniu
Po zdobyciu Królestwa Polskiego przez wojska rosyjskie władze okupacyjne początkowo nie miały jasnej koncepcji polityki monetarnej w kraju. Unieważniono bilety Banku Polskiego jako pieniądza rewolucyjnego. Bank Polski po zdjęciu sekwestru z zablokowanych podczas powstania transportów srebra odzyskał wypłacalność i regularnie wymieniał banknoty na srebro, panika i masowe gromadzenie srebra wkrótce minęły. Normalizacja stosunków pieniężnych wznowiła zapotrzebowanie na duże nominały banknotów. W ramach niezmienionego limitu emisyjnego 30 mln złotych polskich 5-złotówki zastępowano więc 100-złotówkami, cały czas z datą: I V 1830 r.
9 grudnia 1830 r. Rząd Narodowy podjął decyzję o przyłączeniu mennicy do Banku Polskiego. 30 grudnia 1831 r. Rząd Tymczasowy Królestwa podjął decyzję o ponownym oddzieleniu mennicy od banku, z mocą od 1 stycznia 1832 r. Dyrekcji banku udało się tylko przesunąć ten termin o 4 miesiące. Brak właściwie racjonalnych przesłanek tej decyzji. Tłumaczy się ją głównie tym, że unieważniano wszelkie postanowienia powstańczego rządu polskiego. Ostatnie miesiące swego wpływu na mennicę Bank Polski wykorzystał zakazując emisji bilonu i naciskając na jak najliczniejsze bicie monet srebrnych. Planowano początkowo emisję brakujących na rynku złotówek, względy pośpiechu chyba sprawiły, że skoncentrowano się jednak na pięciozłotówkach.
Stemple monet polskich powróciły do kształtu z okresu przed detronizacją Mikołaja I. Wybito między innymi ponad milion sztuk złotówek i symboliczną ilość złotych królewskich (złotych dwudziestopięciozłotówek). Te ostatnie monety przywracały paralelizm złotych w złocie i złotych w srebrze.
Już 3 grudnia 1831 r. Rząd Tymczasowy Królestwa postanowił ściągnąć z rynku, w miarę napływu do kas państwowych, monety wybite stemplami powstańczymi. Ostatecznie jednak z obrotu kasowego (obiegu) monety powstańcze zostały wycofane z dniem 1 czerwca 1838 r.

## Pamiątki patriotyczne

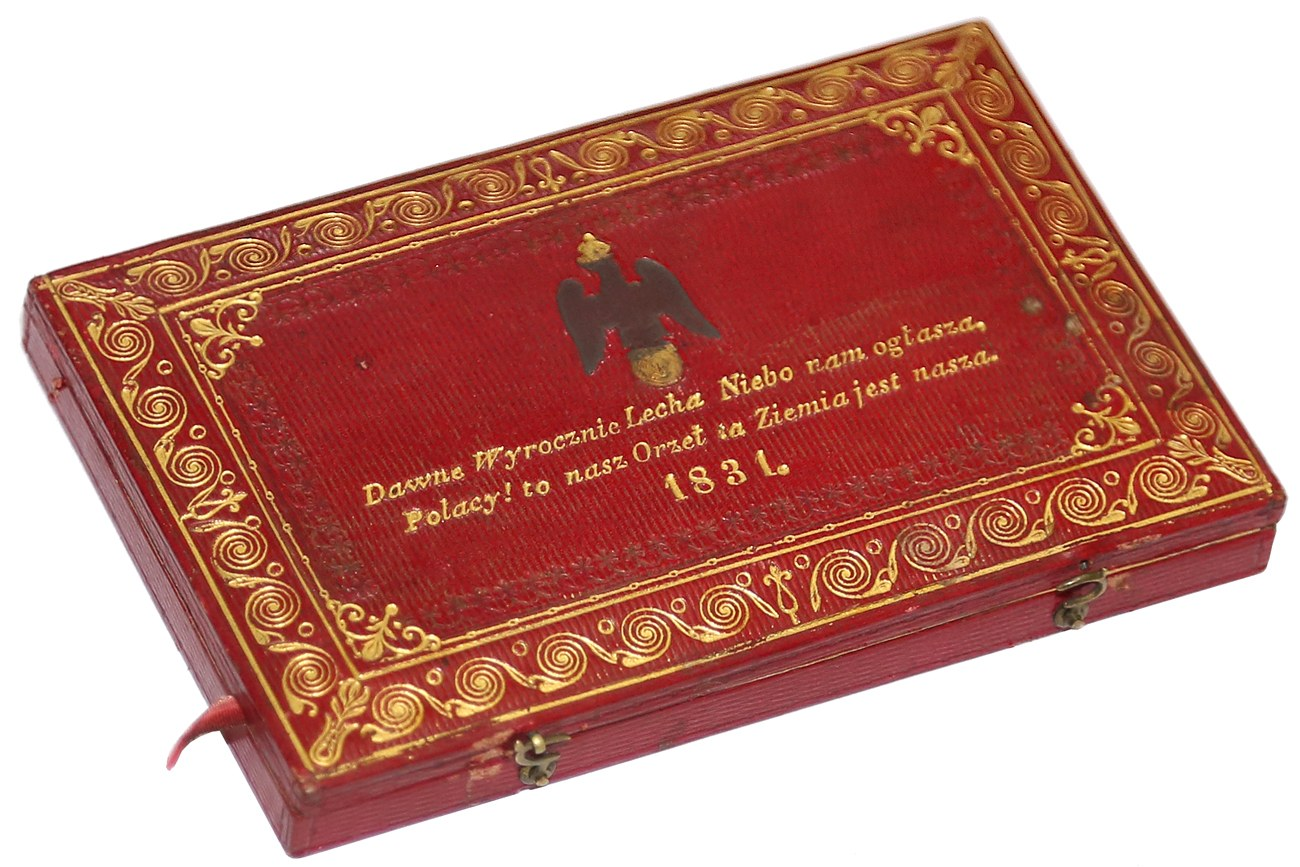
Pamiątkowe pudełko 1831

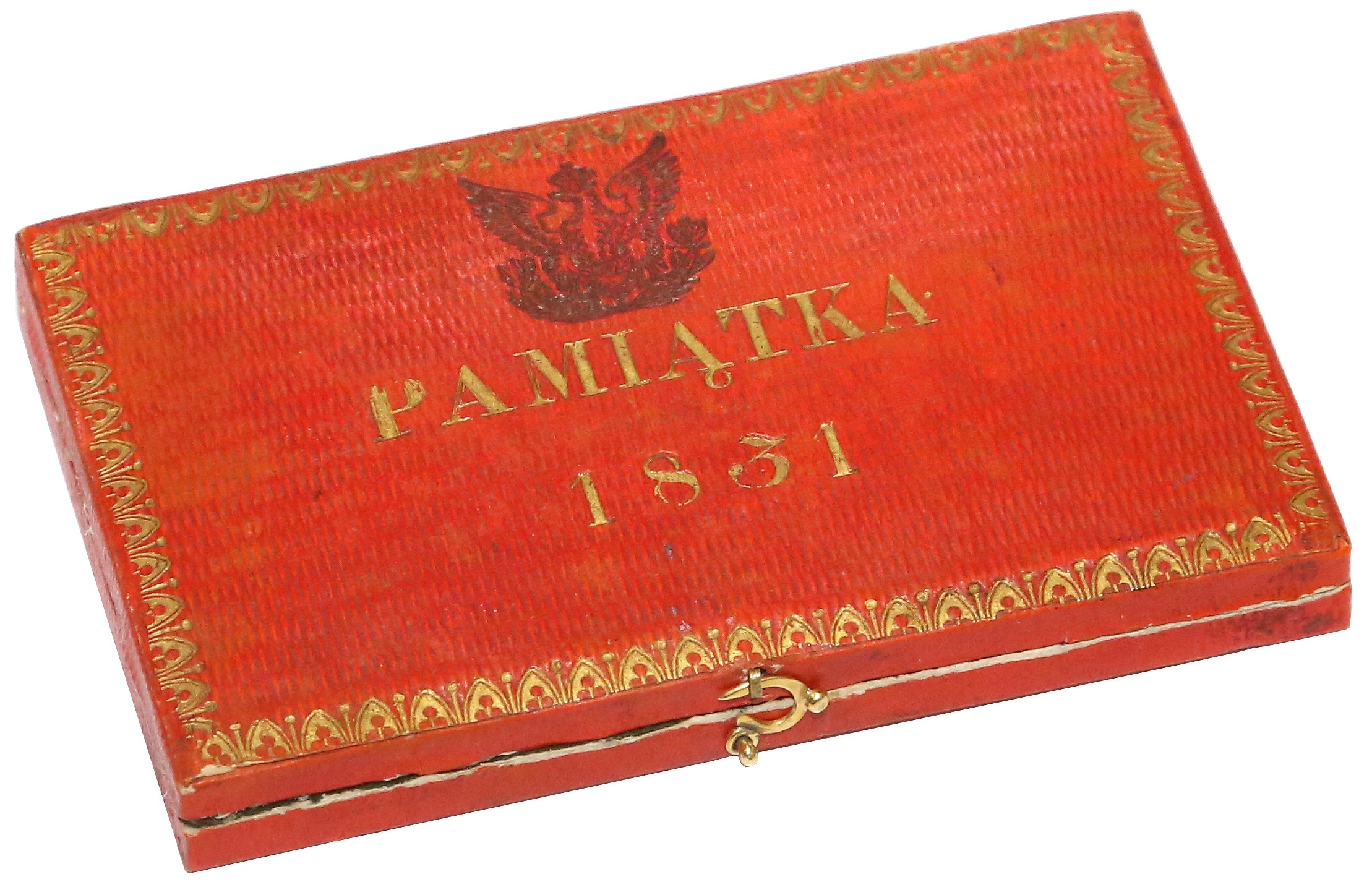
Pamiątkowe pudełko 1831

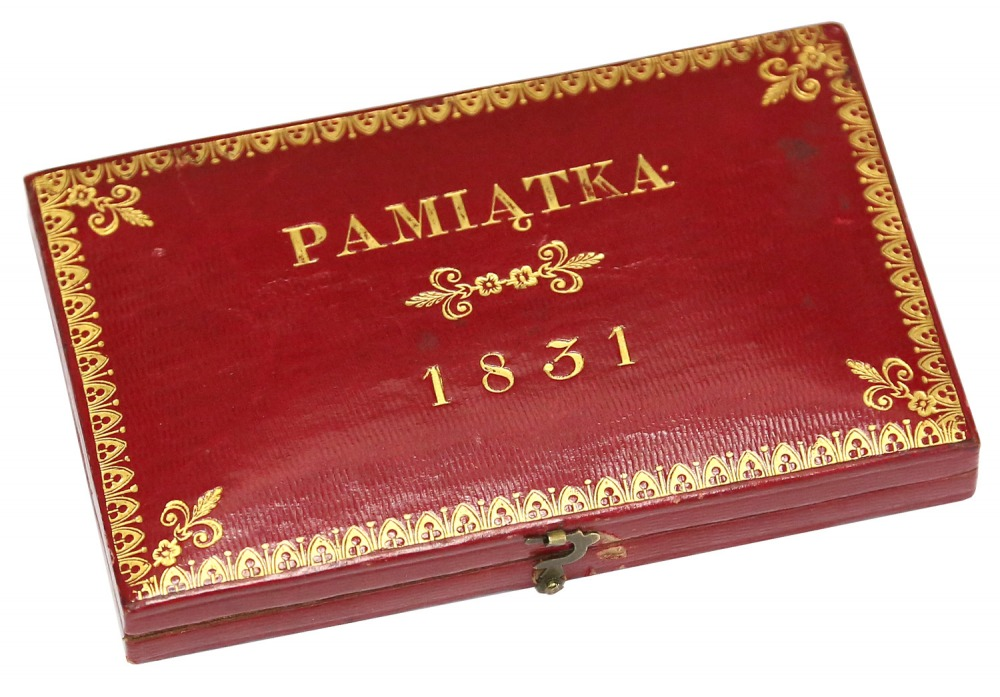
Pamiątkowe pudełko 1831

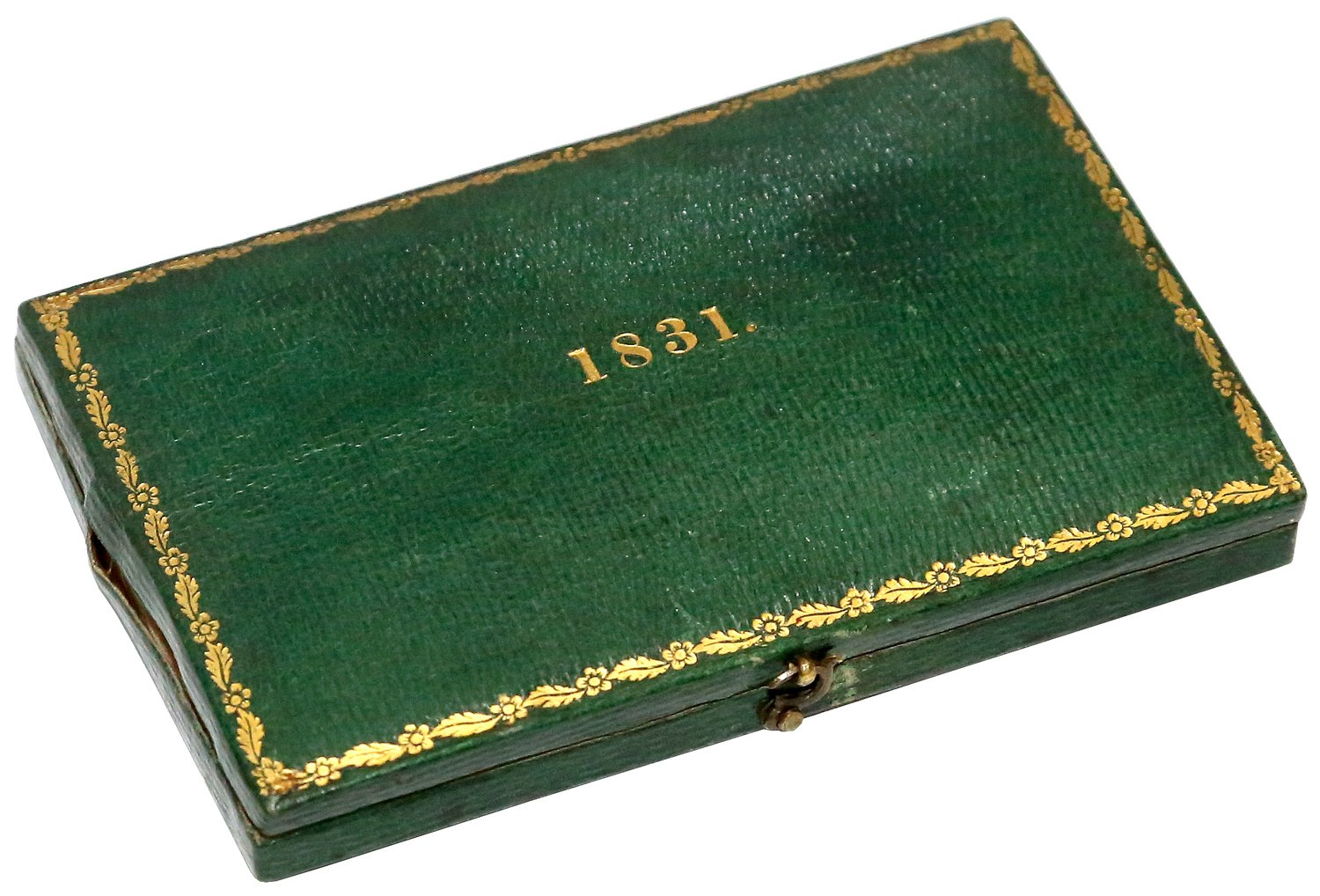
Pamiątkowe pudełko 1831

Monety i banknot z „oznakami narodowymi” od chwili powstania traktowane były i są jako cenne pamiątki, oprawiane w puzderka, często z tłoczonym dwuwierszem autorstwa Ludwika Osińskiego, wywieszonym wraz z herbem Orła Białego na ratuszu warszawskiego Starego Miasta podczas pierwszych obchodów święta 3-go Maja w 1807 roku:

(...) Dawne wyrocznie Lecha niebo nam ogłasza!
Polacy! To nasz Orzeł! Ta ziemia jest nasza!(...)

Część z nich była oficjalnie wykonywana z safianu w mennicy jeszcze w czasie powstania. Po kapitulacji Warszawy 11 egzemplarzy zarekwirowano. Oficjalnych puzderek nie można jednak odróżnić od prywatnej produkcji introligatorów.
Popularne było również wprawianie monet powstańczych w naczynia lub biżuterię.
Pamiątką po wojnie rosyjskiej nie jest natomiast unikatowa dziesięciogroszówka „w oblężeniu Zamościa”, ostatniej twierdzy powstania, bronionej do 21 października 1831 roku. Według zgodnej opinii numizmatyków jest to późniejsza fantazja kolekcjonerska.